# Expédition du Tonkin
Batailles
- Expédition du Tonkin
- Sontay
- Bac Ninh
- Bac Le
- Fuzhou
- Keelung
- Tamsui
- Kep
- Shipu
- Zhenhai
- Lang Son (1re)
- Nui Bop
- Tuyen Quang
- Yu Oc
- Hoa Moc
- Phu Lam Tao
- Bang Bo
- 2e Lang Son
- Pescadores

L'expédition du Tonkin est une suite d'opérations militaires françaises opérées sous la Troisième République entre 1883 et 1886, menée par le Corps expéditionnaire du Tonkin, afin de poursuivre l'expansion coloniale en Asie du Sud-Est et de mettre un terme aux attaques chinoises ; elle constitue un élément du conflit avec la Chine.
À la naissance de la Troisième république, la France possède déjà en Indochine, par le traité de 1862 avec l’empereur Tự Đức, trois provinces du sud de l'actuel Viêt Nam qui forment la Cochinchine française, et bénéficie également de l’ouverture au commerce français de trois ports en Annam (actuel Viêt Nam). Les aspirations de la république dans la région sont poussées par les marchands qui cherchent des débouchés en Extrême-Orient, et de ceux qui rêvent de concurrencer l'Empire britannique, présent aux Indes, grâce au Mékong qui ouvrirait le Laos, la Birmanie, la Chine au commerce français. Les aspirations françaises sur le Mékong, déçues de l’exploration du fleuve par l'expédition géographique de Francis Garnier et d'Ernest Doudart de Lagrée en 1866-1868, se reportent sur le Fleuve Rouge au Tonkin, qui ouvre un débouché commercial sur la Chine.
En 1883, réagissant aux hostilités entretenues par les Chinois et leurs auxiliaires les Pavillons noirs et désireux d'ouvrir une fois pour toutes la route du Tonkin, les Français entament l'expédition sous l'impulsion du chef du gouvernement de l'époque, Jules Ferry. L'entreprise comporte des difficultés et provoque en mars 1885 une crise politique avec pour conséquence la chute du cabinet Ferry, attaqué par la droite monarchiste et l'extrême-gauche radicale, Clemenceau en tête. L'expédition s'achève cependant par la mise définitive sous tutelle du gouvernement impérial annamite et par le retrait des Chinois, qui renoncent à leur suzeraineté sur l'Annam. L'Indochine française est officiellement fondée deux ans plus tard.

## Première expédition
C’est par cette voie qu’un négociant français, Jean Dupuis, avait entrepris d’acheminer des armes pour un général chinois combattant une révolte au Yunnan (fin 1872-début 1873).
Ce commerce au milieu du désordre remet en cause l’autorité de l’empereur Tự Đức sur la région. Celui-ci fait donc appel à l’amiral Dupré, gouverneur de Cochinchine, pour mettre fin à ces agissements, tandis que Dupuis demande la protection de son pays dans ses affaires. Dupré envoie Francis Garnier, en principe pour enquêter et arbitrer, mais il a en fait carte blanche dans l’affaire.
Peu après son arrivée sur place, Garnier envoie un ultimatum au représentant de l’empereur et attaque la citadelle d’Hanoï le 20 novembre 1873, avec deux cents soldats, puis il prend d’autres places du delta, remplaçant les représentants de l’empereur par des indigènes convertis au catholicisme pour la plupart. Mais les Annamites renforcés par les Pavillons noirs chinois encerclent Hanoï où Garnier est tué le 21 décembre 1873.
Le gouverneur de Cochinchine désavoue l’opération et envoie le lieutenant de vaisseau Philastre en tant que négociateur à la cour de Hué. Celui-ci fait évacuer le Tonkin malgré les engagements pris envers les chrétiens, alors livrés aux massacres. La convention signée par Dupré le 15 mars 1874, reconnaît l’indépendance de l’Annam et promet une aide financière, militaire et économique. L’empereur Tu Duc doit quant à lui se conformer à la politique étrangère française, sans que cela remette en cause ses relations actuelles, ce qui laisse un flou sur la vassalité de l’Annam envers la Chine, et laisse les ports et le Fleuve Rouge ouverts au commerce français.

## Seconde expédition

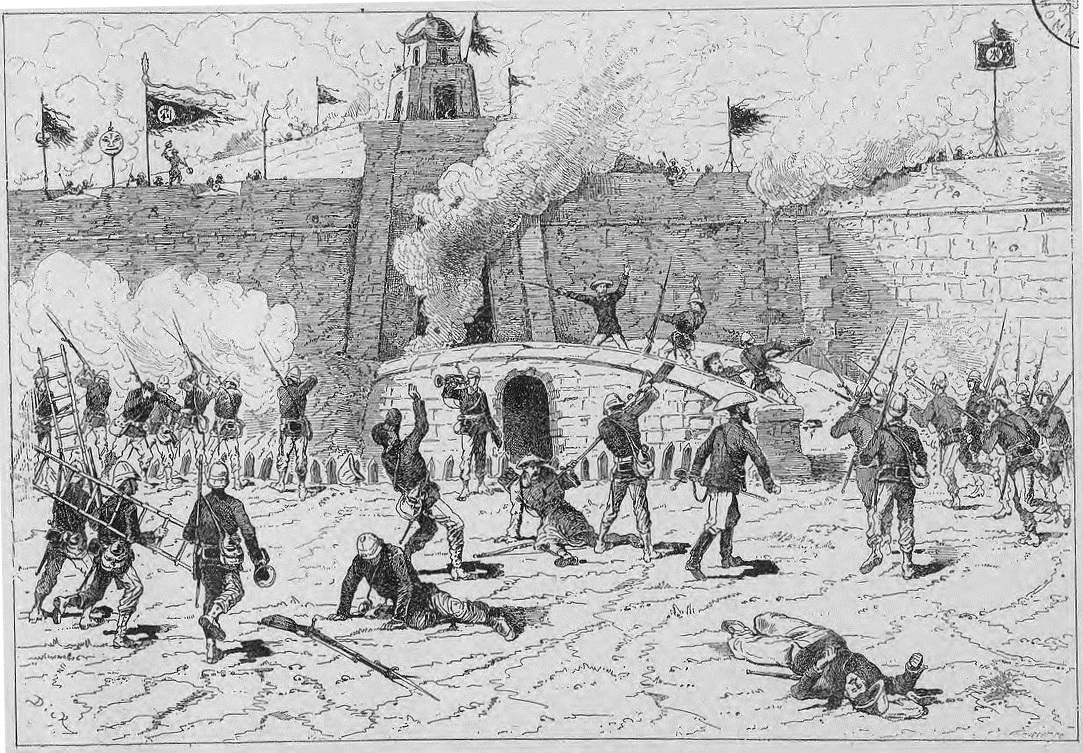
Le commandant Rivière entre dans Nam Định (1883)

Les opérations reprirent en juillet 1881, sous le gouvernement Ferry, qui obtint 2,5 millions de francs pour une opération de lutte contre le brigandage dans la vallée du fleuve Rouge. Comme en 1873, l’officier chargé de la mission, le capitaine de frégate Henri Rivière, outrepasse sa mission, et le 25 avril 1882 prend la citadelle d’Hanoï à la tête de 500 hommes. Il est tué un an plus tard, comme Garnier sous les coups des pavillons noirs (19 mai 1883).
Le retour de Ferry en février 1883 relance les opérations coloniales dans la région, faisant passer le corps expéditionnaire du Tonkin à quatre mille puis à neuf mille hommes. En août 1883, la cour de Hué est obligée d’accepter un traité de protectorat qui lui impose la présence d’un résident français, et démembre l’empire. Le Protectorat du Tonkin est soumis à une complète occupation française ; le nom d'Annam, utilisé jusque-là en Occident pour nommer le pays entier, ne désignera plus que la province centrale du Viêt-nam, également placée sous un régime de protectorat plus lâche.
Le nouveau commandant en chef du corps expéditionnaire en février 1884, le général Millot, organise ses forces (10 000 hommes en 1884) en deux brigades ; la première sous le commandement du général Brière de l'Isle et l'autre sous celle du général de Négrier.
Deux campagnes, l'une en mars-avril qui permet de conquérir Bac Ninh et Hung Hoa et l'autre en mai-juin pour celle de Thai Nguyen et Tuyen Quang. Après l'embuscade de Bac Le, le général Millot demande son rappel pour le mois de septembre, se décrivant comme malade et désabusé.

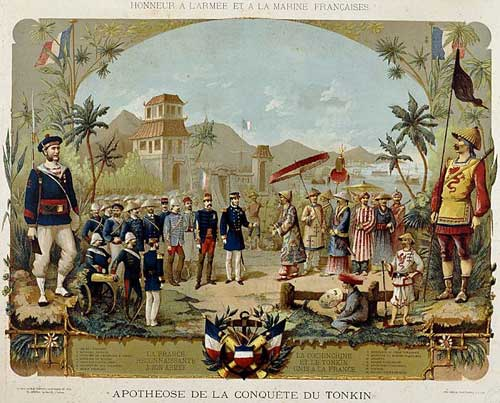
L'amiral Courbet à la cour de Hué

Par la convention de Tien-Tsin, la Chine reconnaît les conquêtes françaises et promet d'évacuer ses troupes au Tonkin. Mais un incident relance le conflit, l'amiral Courbet reprenant sa campagne contre les côtes chinoises. La paix ne reviendra partiellement que le 9 juin 1885, les troubles reprenant dans la région de Hué, jusqu'en décembre 1885.
Malgré la chute du gouvernement Ferry provoquée par l’évacuation du poste frontière de Lạng Sơn le 30 mars 1885, la politique tonkinoise se poursuivit, la chambre continuant de voter les crédits nécessaires malgré une plus faible majorité, pour la pacification du Tonkin qui ne fut véritablement effective qu’en 1891 grâce à la politique de la « tache d’huile » de Gallieni.

## Décoration
EXTREME ORIENT 1884-1885 est inscrit sur le drapeau des régiments cités lors de cette expédition.